# Ellwürden
Ellwürden ist ein Ortsteil der Stadt Nordenham in Niedersachsens Landkreis Wesermarsch. 

## Lage
Die Ortschaft umfasst drei Bauerschaften. Der Ort bildet mit Abbehausen den Nordenhamer Stadtteil Abbehausen/Ellwürden. 
Ellwürden liegt westlich der Kernstadt Nordenham und südöstlich von Abbehausen an der Einmündung der Landesstraße L 869 in die B 212. Am östlichen Ortsrand verläuft der Butjadinger Kanal.

## Besondere Bauwerke
Siehe auch Liste der Baudenkmale in Nordenham
- Amtshaus Abbehausen des Amtes Butjadingen von 1881, heute Wohnhaus
- Wohnhaus Butjadinger Straße 10 von um 1880

## Söhne und Töchter
- Adolf Harbers (1860–1918), Versicherungsjurist
- Anneliese Bulling (1900–2004), Kunsthistorikerin mit dem Schwerpunkt chinesische Kunstgeschichte